# 沖縄県立宜野座高等学校
沖縄県立宜野座高等学校（おきなわけんりつぎのざこうとうがっこう）は、沖縄県国頭郡宜野座村にある県立高等学校。
部活動加入率は県内トップクラスを誇り、野球部、ラグビー部、フェンシング部などが全国大会に出場している。
野球部は、甲子園に春2回、夏1回出場している。2001年春（第73回）ベスト4。

## 沿革
- 1946年2月11日、宜野座高等学校として創立
- 2001年、第73回選抜高等学校野球大会に、この大会より新設された21世紀枠で初出場（ベスト4)、夏には第83回全国高等学校野球選手権大会初出場（2回戦敗退）
- 2003年、第75回選抜高等学校野球大会2年ぶり2回目の出場（2回戦敗退）

## 設置課程
- 普通科

## 主な出身者
- 仲間一 - 金武町長
- 稲嶺進 - 元名護市長
- 仲地恵 - 沖縄テレビ放送アナウンサー
- 大城基志 - 元社会人野球選手
- 内間拓馬 - プロ野球選手
- 大城真乃 - プロ野球選手